# Sarnaki
Sarnaki ([sarˈnaki]) es un pueblo en el Distrito de Łosice, Voivodato de Mazovia, en el centro-oriente de Polonia. Es la sede de la gmina llamada Gmina Sarnaki. Se encuentra aproximadamente a 16 kilómetros (10 millas) al noreste de Łosice y 129 km (80 millas) al este de Varsovia.
El pueblo tiene una población de 1,194.